# Hombre de Ust’-Ishim
El hombre de Ust’-Ishim o individuo de Ust’-Ishim es el nombre con el que se conoce a un fósil de ser humano anatómicamente moderno hallado en la ribera del río Irtysh, cerca del asentamiento Ust’-Ishim (Óblast de Omsk, Rusia).  
Se trata de un fragmento relativamente completo de diáfisis femoral izquierda hallada en 2008 al norte de Ust’-Ishim. Se hallaron también fósiles del Pleistoceno tardío y otros probablemente redepositados en el Pleistoceno medio en capas de entre 30.000-50.000 años BP (según datación por iosotopos de oxígeno marino).

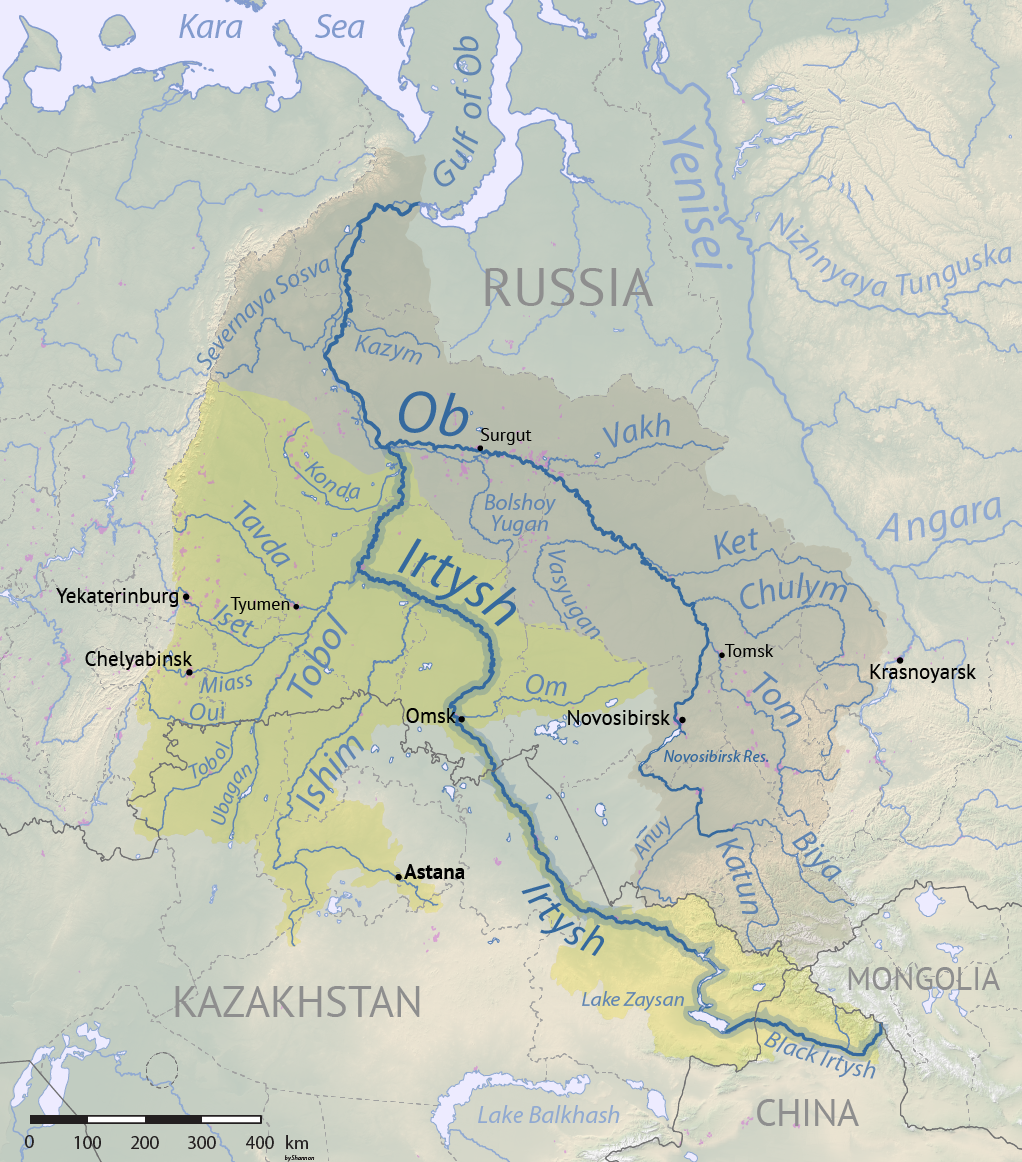
Mapa de la cuenca del río Irtysh, en la cual Ust’-Ishim se localiza donde dicho río recibe las aguas del río Ishim.

## Morfología, datación y dieta

### Morfología del fósil
El extremo terminal del fémur presenta un gran refuerzo gluteal y tuberosidad gluteal, lo cual es similar a los humanos anatómicamente modernos del Paleolítico superior y distinto de neandertales. En la región media del hueso, la línea áspera presenta una marcada sección en forma de gota (similar a primeros hombres modernos y a mayoría del Paleolítico superior). Estos datos morfológicos sugieren que el hueso perteneció a alguien que deriva de humanos anatómicamente modernos.

### Datación
Se estimaron edades de 41.400 ±1.300 años BP (OxA-25516) y 41.400 ±1.400 BP  (OxA-30190). Corrigiendo estas estimaciones según las fluctuaciones de carbono 14 atmosférico en el tiempo se obtuvo una edad de unos 45.000 años AP (46.880–43.210 95,4% probabilidad). Por ello, el individuo de Ust’-Ishim es el humano moderno más antiguo datado directamente por radiocarbono fuera de África y Oriente Medio.

### Dieta
La estimación de la dieta del individuo se llevó a cabo a partir del estudio de ratios de isótopos de carbono y nitrógeno. Estos datos reflejaron una dieta basada en plantas C3 y animales que las consumen, pero con parte importante de proteína de alimentos acuáticos como pescado de agua dulce (como en otras poblaciones del Paleolítico superior en Europa).

## Recuperación y secuenciación delADN
Se crearon, a partir de 9 muestras, bibliotecas de ADN, gracias a un protocolo para obtención de ADN corto y dañado, cuyo porcentaje mapeado varía entre 1,8 % y 10 %. La secuenciación se llevó a cabo en Illumina HiSeq.
Se obtuvieron 42 secuencias de ADN que cubren 1,86 Gigabases del genoma autosómico. La cobertura de los cromosomas X e Y fue aproximadamente la mitad de los autosomas, indicando que se trata de un varón.

## Relaciones poblacionales
En torno a 7,7 posiciones por 10.000 son heterocigóticas en el genoma de Ust’-Ishim. En poblaciones actuales, se sitúa en torno a 9,6 a 10,5 en africanos y 5,5 a 7,7 en no africanos. La diversidad genética más similar a euroasiáticos puede reflejar la idea del cuello de botella al cual se pudieron ver sometidas las poblaciones no africanas (out-of-Africa bottleneck). 
Según la secuencia del genoma mitocondrial, el individuo aparece en la raíz del haplogrupo R, un gran grupo de ADNmt típico de Eurasia. Por otro lado, según la secuencia del cromosoma Y de este individuo, es ancestral en el haplogrupo K2a, más relacionado con la población asiática actual.
Como era esperable, el número de mutaciones de mtDNA en la rama es menor que las que llevan a los actuales. Comparando este dato con 9 humanos modernos antiguos datados de forma directa, se generó un modelo de reloj molecular, según el cual, se dató el fósil en 49.000 años BP, lo cual concuerda con los datos obtenidos en la datación por radiocarbono. A partir de un análisis de componentes principales del genoma autosómico junto a 922 humanos actuales de 53 poblaciones se concluyó que el individuo se acerca más a no africanos que a africanos. Al analizar solo las poblaciones no africanas, se sitúa cerca de 0 en los dos ejes del análisis de componentes principales, por lo cual no comparte más rasgos con ninguno de estos grupos en particular. 
Se estimó la relación del genoma con seres humanos actuales mediante estadísticos D, observando la compartición de alelos obtenidos usando pares de genomas humanos de diferentes partes del mundo. La compartición fue mayor con los no africanos, hecho que concuerda con resultados de mtDNA y el cromosoma Y. De esta forma, este individuo podría representar una población proveniente o relacionada con la población involucrada en la dispersión de los humanos modernos fuera de África.
Entre los no africanos, comparte más alelos obtenidos con poblaciones de Asia Oriental que con europeos. Sin embargo, al analizarlo con un individuo de La Braña (España, 8.000 BP) o Mal’ta (Siberia, 24.000 BP), no comparte más alelos obtenidos con estos que con asiáticos actuales. Esto sugiere que la población del individuo pudo divergir de los ancestros de euroasiáticos orientales y occidentales antes de que ambas ramas lo hicieran (o simultáneamente).
Por tanto, parece encontrarse igualmente vinculado a asiáticos que a los humanos prehistóricos de la Braña y Mal’ta, pero no a europeos. Esta deducción es compatible con la idea de que parte de la ascendencia de los europeos proviene de una población que no participó en las dispersiones iniciales de los humanos a Europa y Asia.

## Tasas de mutación
A partir de la secuencia del individuo, junto a la datación por radiocarbono, fue posible estimar tasa de mutación a través de mutaciones desaparecidas en el individuo en relación con humanos actuales.
Fue utilizado el Pairwise Sequentially Markovian Coalescent (PSMC), que estima la distribución de tiempos de coalescencia entre los dos cromosomas en un genoma para estimar cambios en el tamaño poblacional. Se observó una reducción de la población similar a la de 11 no africanos actuales, pero más reciente que en ellos, consistente con que dicho genoma es más antiguo.
Mediante el cálculo del nº de sustituciones necesarias para ajustar la curva PSMC a las de no africanos y asumiendo que se corresponde con el número de mutaciones acumuladas en ~45.000 años, se obtuvo una tasa de 0,43x10-9 mutaciones por sitio y año, concordando con todos los no africanos. Esta tasa, y las relativas de diferentes clases mutacionales, es muy parecida a la observada para los linajes humanos (0,5x10-9). Estas tasas son menores que las basadas en el registro fósil y sugieren edades más antiguas para las divisiones de humanos modernos y poblaciones antiguas. 
Se estimó una filogenia relacionando la parte no recombinante del cromosoma Y de Ust’-Ishim con varones actuales para detectar el número de mutaciones desaparecidas. La tasa de mutación de este cromosoma se valuó en 0,76x10-9 por sitio y año, mayor que la autosómica y consistente con las mayores tasas en varones que en mujeres. 
Finalmente, usando la datación por radiocarbono del fémur junto con los mtDNAs de humanos actuales, se estimó la tasa de mutación del mtDNA en 2,5x10-8 sustituciones por sitio y año, también en sintonía con estudios anteriores.

## Mestizaje con neandertales
El tiempo de mezcla entre humanos modernos y neandertales se piensa que ocurrió entre 37.000 y 86.000 AP, basado en el tamaño de los segmentos de DNA aportados por los neandertales a las poblaciones humanas de no africanos. Por tanto, según el periodo, el individuo de Ust’-Ishim podría datar de antes de ese mestizaje.
Del grado de compartición de alelos obtenidos entre genomas de neandertal y de Ust’-Ishim se estimó la proporción de mestizaje en 2,3±0,3 %, comparable a los asiáticos (1,7-2,1 %) y los europeos (1,6-1,8 %) con neandertales. De esta forma queda probado que el mestizaje habría ocurrido ya hace 45.000 años.
No se detectó ninguna contribución de los Denisovanos, a pesar de que esta existe en poblaciones de Oceanía y en menor medida en Asia oriental.
Los segmentos de DNA aportados por neandertales al individuo deberían ser más largos que los actuales, debido a que el individuo vivió más próximo al tiempo de mestizaje y debería existir por tanto menos tiempo para que los segmentos se fragmentaran por recombinación.
Se identificaron segmentos de DNA neandertal putativo en el Ust’-Ishim y en actuales basándose en alelos obtenidos compartidos con neandertales en posiciones en donde los africanos poseen alelos ancestrales. Analizando covarianza en esos alelos de origen neandertal se observó que los tamaños de los fragmentos eran 1,8-4,2 veces más largos en el individuo que en los actuales. De esta forma se supuso que el flujo génico debió ocurrir entre 232 y 430 generaciones antes del individuo.
Si se toma el flujo debido al mestizaje como evento singular, y asumiendo un tiempo de generación de 29 años, el mestizaje entre los ancestros del Ust’-Ishim y neandertales debió darse hacia 50.000-60.000 BP, periodo que se aproxima al tiempo de la principal expansión de África hacia Oriente Medio. Sin embargo, también se apreció la presencia de algunos fragmentos largos que pueden indicar mestizaje adicional incluso posterior a ese supuesto evento singular.

## Importancia en el estudio de la colonización de Asia
Un modelo común para la colonización de Asia asume que ésta se dio a través de varios eventos migratorios desde África y Oriente Medio. Una primera migración temprana a través de la costa sur del continente dio origen a ciertas poblaciones actuales de Oceanía como los Onge de las islas Andaman, mientras que una migración posterior hacia el Norte dio origen a europeos orientales y asiáticos, y a través de estos, a nativos americanos. 
El individuo no parece estar más relacionado con descendientes de la migración temprana a través de la costa (Oceanía, Onge) que con descendientes de la segunda, ocurrida hacia el norte (asiáticos, americanos). Por tanto, al menos otro grupo, al que pertenecieron los ancestros de Ust’-Ishim, colonizó Asia antes de 45.000 AP. 

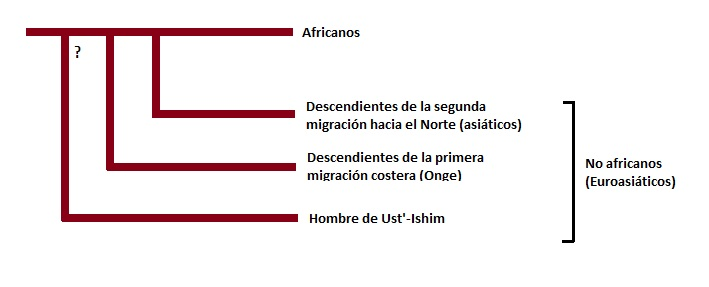
Relaciones del hombre de Ust'-Ishim con otras poblaciones humanas

El individuo vivió un periodo cálido (Interestadio de Groenlandia 12) propuesto como periodo de expansión en Eurasia. Este individuo podría entonces representar una radiación humana temprana hacia Europa y Asia Central que pudo haber fracasado en cuanto a presentar descendientes en las poblaciones actuales.